# Cambyretá
Cambyretá é um distrito do Paraguai, localizado no departamento de Itapúa. Está as margens do Rio Paraná, próximo de Encarnación.

## Etimologia
Deriva do guarani kamby, que significa leite, e retã, que significa terra. Sendo assim, o Cambyretá significa "Terra do Leite".

## História
Os primeiros habitantes se estabeleceram na região no final do século XIX, com uma aglomeração mais notável surgindo em 1911. Em 1946 é elevada a categoria de distrito.

## Demografia
Em 2002 a cidade possuía uma população de mais de 27 mil habitantes, dos quais menos de mil residiam na área urbana, tendo dobrado de acordo com as projeções para 2020. É o segundo distrito mais populosos do departamento, estando atrás apenas da capital Encarnación. Faz parte da Região Metropolitana de Encarnación.

## Economia
A economia é baseada na agricultura e pecuária extensiva, sendo uma cidade majoritariamente rural. O setor comercial representa uma fração bastante expressiva da economia distrital.

## Transporte
O município de Cambyretá é servido pelas seguintes rodovias:
- Caminho em pavimento ligando a cidade ao município de Encarnación.[3][4][5]